# Margareta Kassangana
Margareta Kassangana (ur. 22 kwietnia 1975 w Warszawie) – polska dyplomatka, ambasador RP w Holandii (od 2023) oraz Senegalu (2017–2022). 

## Życiorys
Absolwentka stosunków międzynarodowych na Wydziale Dziennikarstwa i Nauk Politycznych Uniwersytetu Warszawskiego (1999), a także podyplomowych studiów z zakresu integracji europejskiej Uniwersytetu w Maastricht (2001).
W 1999 została zatrudniona w Ministerstwie Pracy i Polityki Społecznej, gdzie zajmowała się współpracą Polski z Międzynarodową Organizacją Pracy. W 2001 podjęła pracę w Ministerstwie Spraw Zagranicznych w Departamencie Narodów Zjednoczonych i Problemów Globalnych. W latach 2004–2007 II i I sekretarz w Stałym Przedstawicielstwie RP przy Biurze NZ w Genewie. W latach 2007–2011 pracowała w Komisji Europejskiej w Dyrekcji Generalnej ds. stosunków zewnętrznych, a po utworzeniu Europejskiej Służby Działań Zewnętrznych tamże, zajmując się współpracą z ONZ w dziedzinach, takich jak prawa kobiet i dzieci, rozwój społeczny, edukacja, praca i kultura. W latach 2011–2013 naczelniczka Wydziału Współpracy z Placówkami w Departamencie Dyplomacji Publicznej i Kulturalnej MSZ. Od listopada 2013 do sierpnia 2015 wicedyrektorka Departamentu Afryki i Bliskiego Wschodu, odpowiedzialna za relacje z państwami Afryki Subsaharyjskiej, Izraelem i Palestyną. W sierpniu 2015 objęła stanowisko zastępcy Stałego Przedstawiciela przy ONZ w Nowym Jorku, gdzie zajmowała się przede wszystkim kampanią Polski do Rady Bezpieczeństwa, a także operacjami pokojowymi.
W listopadzie 2017 otrzymała nominację na ambasador RP w Senegalu, będąc odpowiedzialną za uruchomienie placówki po 9-letniej przerwie. Została akredytowana także na Burkina Faso, Gambię, Gwineę Bissau, Gwineę, Mali, Wybrzeże Kości Słoniowej i Republikę Zielonego Przylądka. Kadencję zakończyła 12 listopada 2022. 6 grudnia 2022 została mianowana ambasador w Holandii z dodatkową akredytacją przy Organizacji ds. Zakazu Broni Chemicznej. Placówkę objęła 16 stycznia 2023, listy uwierzytelniające na ręce króla Wilhelma-Aleksandra składając 25 stycznia 2023.
Zna języki: angielski i francuski.

## Odznaczenia
- Złoty Medal „Za zasługi dla obronności kraju” (Polska, 2022)[17]
- Krzyż Komandorski Orderu Narodowego Lwa (Senegal)[1]